# José Julián Sidaoui
Pour les articles homonymes, voir Sidaoui.
José Julián Sidaoui, plus connu sous le nom de José Sidaoui, né en 1953 à Puebla, est un financier et banquier mexicain. Il est, depuis 1997, vice-gouverneur à la Banque du Mexique, poste qu'il occupe pour deux mandats, jusqu'en 2012. Il fut aussi membre du Conseil des gouverneurs durant la même période.

## Biographie

### Formation
Après avoir obtenu un bachelor of arts en économie à l'Universidad de las Américas Puebla en 1973, Sidaoui obtient un Master of arts en économie de l'Université de Pennsylvanie en 1974 et un doctorat en économie de l'Université George Washington en 1978.

### Carrière
Durant sa carrière professionnelle, il a été chercheur au Wharton Econometric Forecasting Associates et à la Banque mondiale.
De 1976 à 1978 il a travaillé à la Banque mondiale en tant que chercheur économique dans la région Amérique latine et dans l'espace des Caraïbes,. En 1979, il rejoint la Banque du Mexique et a occupé différents postes jusqu'à ce qu'il soit nommé directeur général des opérations bancaires Centrale. Entre décembre 1994 et décembre 1996, il a été Sous-ministre des Finances ou il a élaboré et mis en œuvre des programmes de relance de l'économie nationale mexicaine, ainsi que la promotion de la réforme du système de retraite. Depuis, janvier 1997, il retourne à la Banque du Mexique en tant que vice-gouverneur et est impliqué dans le Conseil d'administration, où les décisions sont des décisions politiques .
Il a exercé des activités d'enseignement dans plusieurs universités comme l'Université George Washington, l'Institut polytechnique national et l'Universidad Anahuac. Il a également enseigné et participé à des panneaux rondes dans le prestigieux forums académiques et de discussion, tant au Mexique et en à l'étranger. Il a publié de nombreux articles et documents de recherche sur des sujets tels que le changement structurel, la dette, les finances dans l'économie mexicaine.